# Woodacre
Woodacre es un lugar designado por el censo en el condado de Marin en el estado estadounidense de California. En el año 2000 tenía una población de 1,393 habitantes y una densidad poblacional de 296.4 personas por km².

## Geografía
Woodacre se encuentra ubicado en las coordenadas 38°00′46″N 122°38′43″O / 38.01278, -122.64528. Según la Oficina del Censo, la ciudad tiene un área total de 4,7 km² (1,8 mi²), de la cual 4,7 km² (1,8 mi²) es tierra y 0 km² (0 mi²) (0%) es agua.

## Demografía
Según la Oficina del Censo en 2000 los ingresos medios por hogar en la localidad eran de $62,917, y los ingresos medios por familia eran $71,250. Los hombres tenían unos ingresos medios de $50,109 frente a los $40,167 para las mujeres. La renta per cápita para la localidad era de $31,996. Alrededor del 6.6% de la población estaban por debajo del umbral de pobreza.